# Dragan Travica

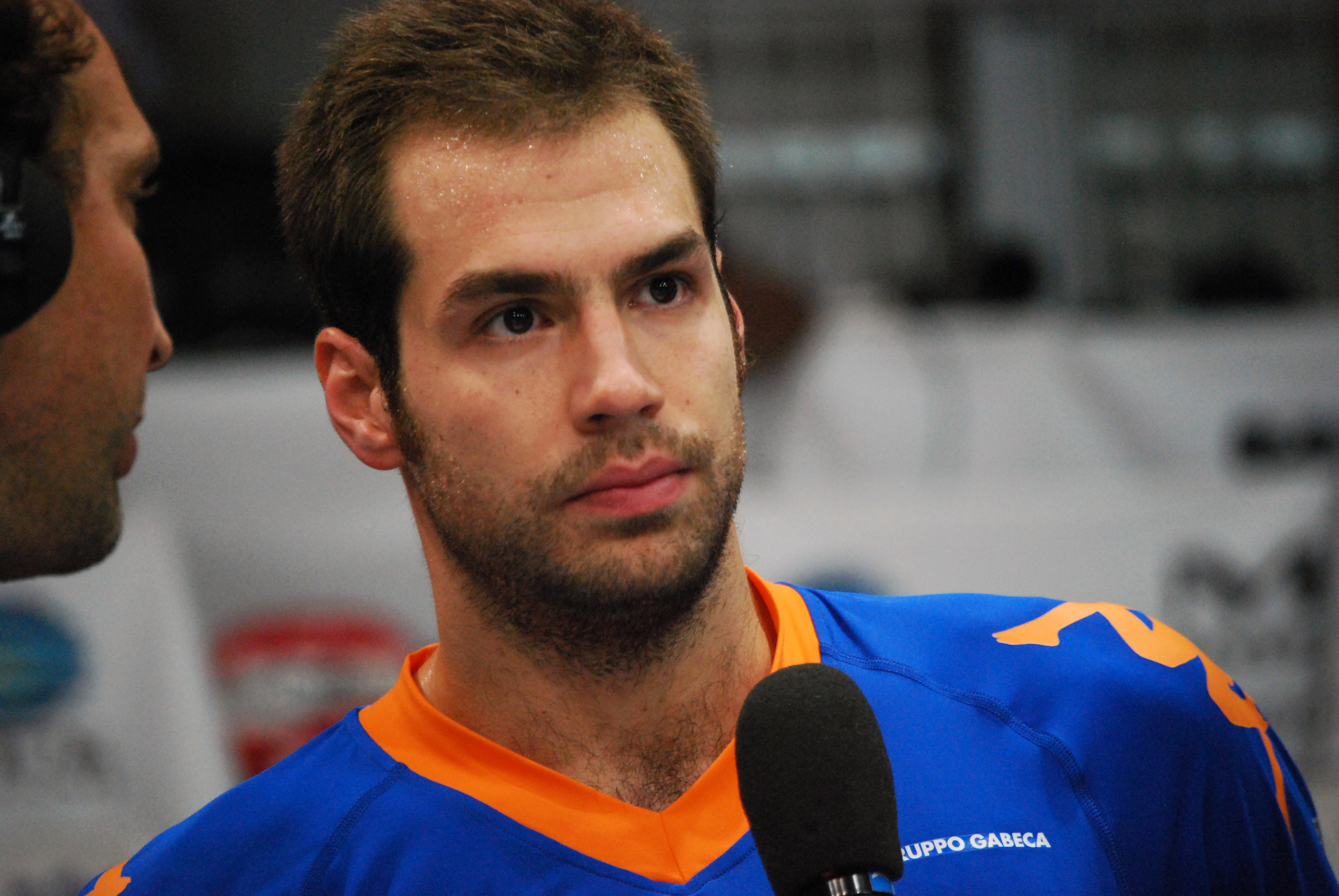
Dragan Travica zawodnikiem Acqua Paradiso Monza Brianza w sezonie 2010/2011

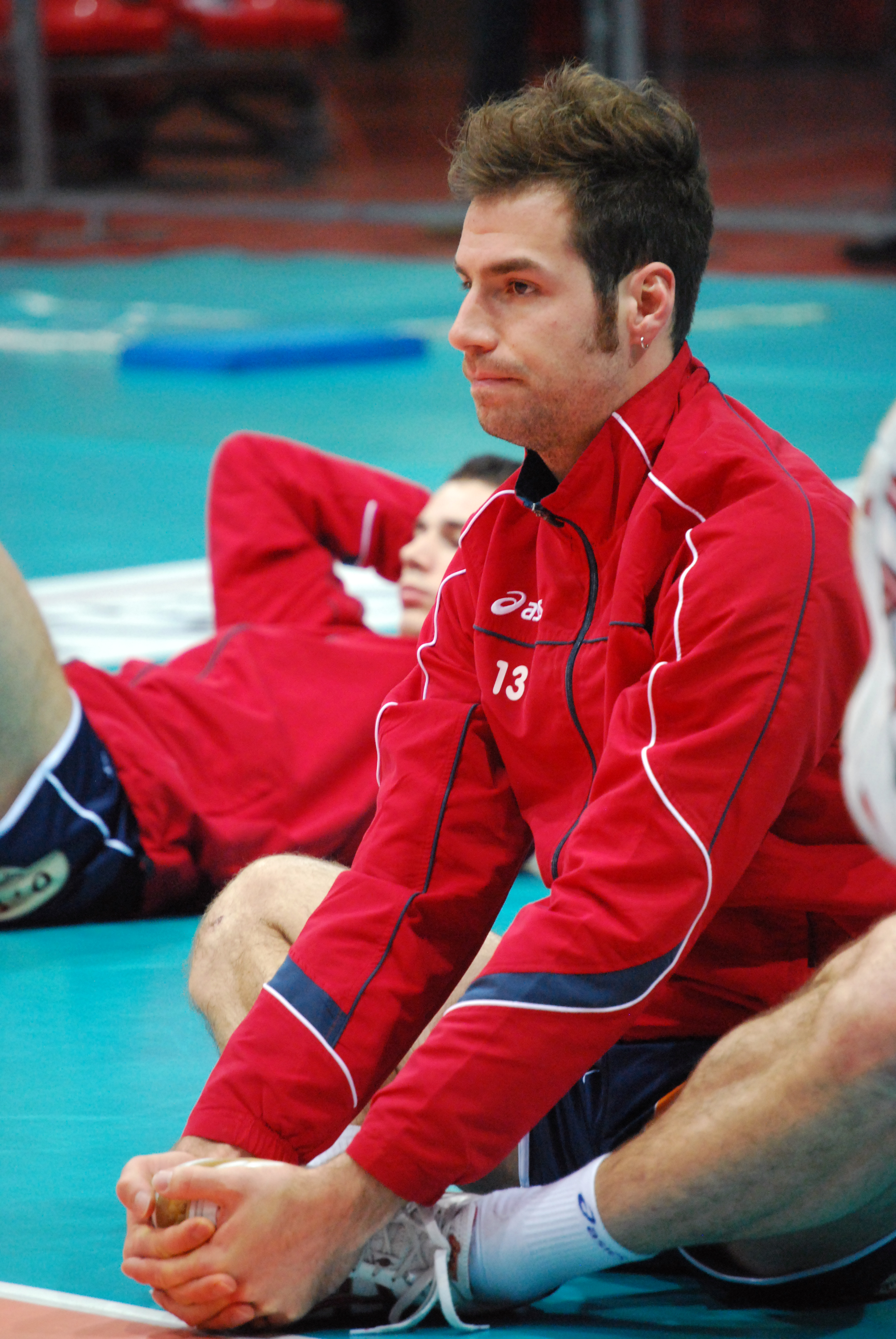
Dragan Travica zawodnikiem Cucine Lube Banca Marche Macerata w sezonie 2011/2012

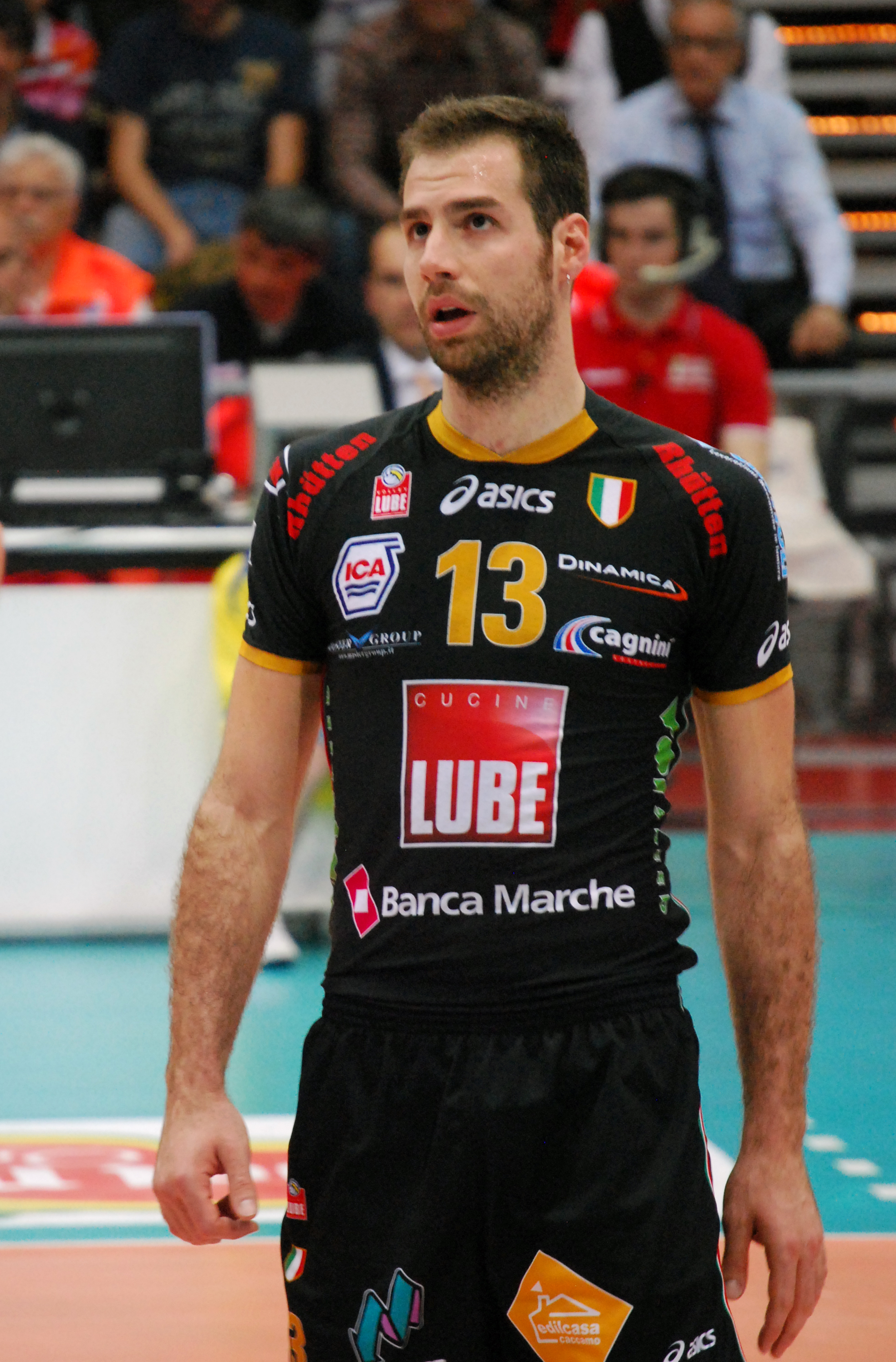
Dragan Travica zawodnikiem Cucine Lube Banca Marche Macerata w sezonie 2012/2013

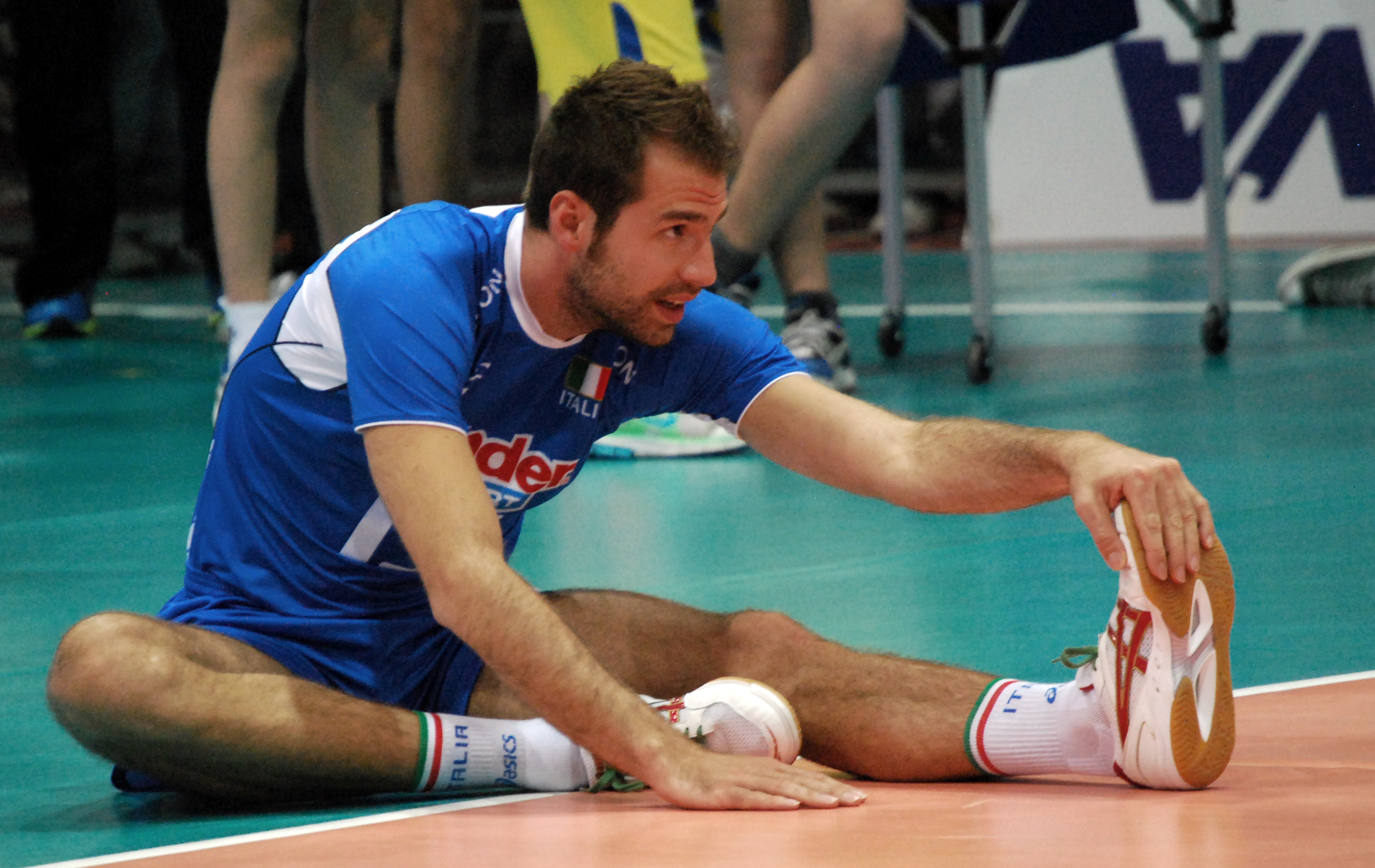
Dragan Travica reprezentantem Włoch w 2013 roku

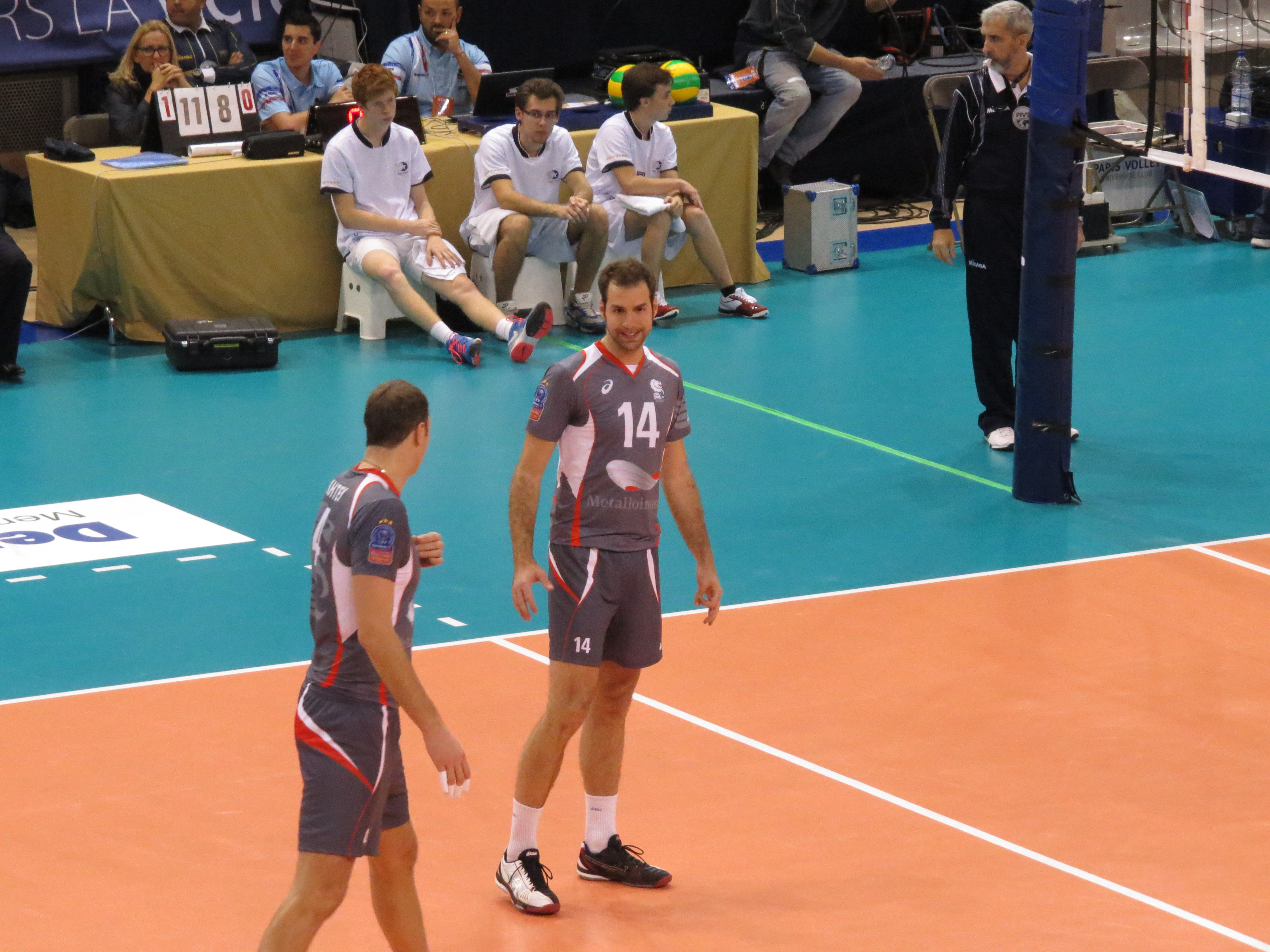
Dragan Travica zawodnikiem Biełogorja Biełgorod w sezonie 2014/2015

Dragan Travica (ur. 28 sierpnia 1986 w Zagrzebiu) – włoski siatkarz serbskiego pochodzenia grający na pozycji rozgrywającego.

## Życie prywatne
Jego ojcem jest Ljubomir Travica, były siatkarz, a obecnie trener. Ma siostrę Mihaelę, która wyszła za włoskiego siatkarza Cristiana Savaniego.

## Przebieg kariery
| Lata                      | Klub                              |
| ------------------------- | --------------------------------- |
| 2000–2002                 | Sisley Treviso                    |
| 2002–2003                 | Sira Falconara                    |
| 2003–2005                 | Daytona Modena                    |
| 2005–2006                 | Premier Hotels Crema              |
| 2006–2008                 | Sparkling Milano                  |
| 2008–2009                 | Trenkwalder Modena                |
| 2009–2011                 | Acqua Paradiso Monza Brianza      |
| 2011–2013                 | Cucine Lube Banca Marche Macerata |
| 2013–2015                 | Biełogorje Biełgorod              |
| 2015–2016                 | Halkbank Ankara                   |
| 2016–2017 (do 29.01.2017) | Szahrdari Urmia                   |
| 2017–2017 (od 24.02.2017) | Azimut Modena                     |
| 2017–2020                 | Kioene Padwa                      |
| 2020–2022                 | Sir Safety Perugia                |
| 2022–                     | Olympiakos Pireus                 |

## Sukcesy klubowe
Liga włoska:
- 2012
- 2021, 2022[3]

Superpuchar Włoch:
- 2012, 2020

Superpuchar Rosji:
- 2013, 2014

Puchar Rosji:
- 2013

Liga Mistrzów:
- 2014

Liga rosyjska:
- 2015
- 2014

Klubowe Mistrzostwa Świata:
- 2014

Superpuchar Turcji:
- 2015

Liga turecka:
- 2016

Puchar Włoch:
- 2022[4]

Puchar Challenge:
- 2023[5]

Liga grecka:
- 2023[6], 2024[7]
- 2025[8]

Puchar Grecji:
- 2024[9], 2025[10]

Puchar Ligi Greckiej:
- 2024[11]

Superpuchar Grecji:
- 2025[12]

## Sukcesy reprezentacyjne
Memoriał Huberta Jerzego Wagnera:
- 2011

Mistrzostwa Europy:
- 2011, 2013

Igrzyska Olimpijskie:
- 2012

Liga Światowa:
- 2013, 2014

Puchar Wielkich Mistrzów:
- 2013

## Nagrody indywidualne
- 2011: Najlepszy rozgrywający Mistrzostw Europy
- 2023: MVP finału Pucharu Challenge[13]
- 2023: Najlepszy rozgrywający greckiej Volley League w sezonie 2022/2023[14]
- 2025: MVP Superpucharu Grecji[15]